# Хочу до Меладзе
«Хочу до Меладзе» — музичне реаліті-шоу з пошуку учасників для нового бойс-бенду під керівництвом Костянтина Меладзе.
Після успіху в Росії, Україні, Білорусі та Казахстані проекту «Хочу V ВІА Гру», Костянтин Меладзе почав роботу над новим проектом для пошуку учасників для нового бой-бенду під своїм керівництвом. 30 квітня 2014 було оголошено про початок кастингу для чоловіків з країн СНД. Прем'єра шоу відбулася 6 вересня 2014 у Росії, Білорусі та Казахстані. В Україні — 7 вересня 2014. 23 листопада 2014 було оголошено імена переможців шоу та учасників поп-групи «MBAND», яка продовжила працювати з Костянтином Меладзе.

## Правила
Учасники по черзі виступають на сцені-трансформері, яку розділяє стіна. Конкурсанта бачить тільки жіноча половина суддів — вони в навушниках і не чують його. За оцінку голосу відповідають чоловіки з іншого боку стіни — вони не бачать претендента. Якщо троє з шести суддів натиснуть кнопку, стіна повернеться, і конкурсант отримає можливість почути вердикт. Траплялись винятки, коли Меладзе робив вибір і при двох голосах ведучих.
Після перших трьох випусків залишалося невирішеною доля 3 учасників — Олексія Кудрявцева (під час автомобільної аварії він втратив руку і нині носить протез, що і стало перешкодою подальшої участі в шоу), Пітті Бабака (гермафродит, що стало проблемою участі в шоу) та Артем Сатон-Шкилевич та Олексій Сивацький (за порушення правил, виступали вдвох).
Згодом з журі пішла Ганна Сєдокова через незгоду з Меладзе у відмові одного з учасників пройти в другий тур, вона повернулася в першому випуску другого туру. Згодом один з учасників покинув проект. На його місце претендували 2 людини з учасників, раніше не пройшли в другий тур, кожен з яких буде запропонований жіночою та чоловічою частиною журі, відповідно.
Допущених в наступний тур (51 чоловік), розділили на групи: вони самостійно готували номери, включаючи костюми і хореографію. З кожної групи жіноча і чоловіча частина журі і Костянтин Меладзе вибирали по одному учаснику для третього туру.
В третій тур пройдуть 33 конкурсанта, розділені на квартети і тріо, 7 груп пройшли до четвертого туру. За кожною групою закріпили наставника з журі. Одна група («група-джокер») має право брати участь без наставника.
У четвертому турі Меладзе міг замінювати учасників в гуртах (в кожному випуску є можливість поміняти місцями учасників груп). В наступний тур пройшло 6 з 7 гуртів. Кожна група виконувала композицію наставника в дуеті з останнім, відповідно група без наставника має право вибрати будь-яку пісню, але виступає одна.
У фінал шоу потрапили два учасники. Переможців вибрали глядачі СМС-голосуванням. На гурт, що набрав найбільшу кількість голосів, отримав контракт з продюсерським центром Костянтина Меладзе.

## Продюсер та наставники, рейтинг суддів, тренер-переможець та продюсер M BAND
| Суддя               | 1 випуск          | 2 випуск          | 3 випуск          | 4 випуск          | 5 випуск          | 6 випуск          | 7 випуск          | 8 випуск          | 9 випуск          | 10 випуск         | 11. Півфінал      | 12 випуск. Фінал  | M BAND          |
| ------------------- | ----------------- | ----------------- | ----------------- | ----------------- | ----------------- | ----------------- | ----------------- | ----------------- | ----------------- | ----------------- | ----------------- | ----------------- | --------------- |
| Сергій Лазарев      | Тренер-переможець | Тренер-переможець | Тренер-переможець | Тренер-переможець | Тренер-переможець | Тренер-переможець | Тренер-переможець | Тренер-переможець | Тренер-переможець | Тренер-переможець | Тренер-переможець | Тренер-переможець |                 |
| Анна Сєдокова       | Тренер            | Тренер            | Тренер            | Тренер            |                   | Тренер            | Тренер            | Тренер            | Тренер            | Тренер            | Тренер            | Тренер            |                 |
| Поліна Гагаріна     | Тренер            | Тренер            | Тренер            | Тренер            | Тренер            | Тренер            | Тренер            | Тренер            | Тренер            | Тренер            | Тренер            |                   |                 |
| Тіматі              | Тренер            | Тренер            | Тренер            | Тренер            | Тренер            | Тренер            | Тренер            | Тренер            | Тренер            | Тренер            |                   |                   |                 |
| Єва Польна          | Тренер            | Тренер            | Тренер            | Тренер            | Тренер            | Тренер            | Тренер            | Тренер            | Тренер            | Тренер            |                   |                   |                 |
| Володимир Пресняков | Тренер            | Тренер            | Тренер            | Тренер            | Тренер            | Тренер            | Тренер            | Тренер            | Тренер            |                   |                   |                   |                 |
| Костянтин Меладзе   | Продюсер шоу      | Продюсер шоу      | Продюсер шоу      | Продюсер шоу      | Продюсер шоу      | Продюсер шоу      | Продюсер шоу      | Продюсер шоу      | Продюсер шоу      | Продюсер шоу      | Продюсер шоу      | Продюсер шоу      | Продюсер M BAND |

Меладзе Костянтин (груз. კონსტანტინე მელაძე; 11 травня 1963, Батумі) — український композитор і продюсер таких проектів, як «ВІА Гра», «Інь-Ян», «БиС» та ін. Заслужений діяч мистецтв України (2012), рідний брат співака Валерія Меладзе.
Анна Володимирівна Сєдокова (16 грудня 1982, Київ) — українська поп-співачка, телеведуча, актриса, письменниця. Колишня солістка українського жіночого гурту «ВІА Гра». Покинула шоу після скандалу з приводу участі одного з конкурсантів у другому турі. Повернулася в першому випуску другого туру. Її група дійшла до фіналу шоу.
Поліна Гагаріна (27 березня 1987, Москва) — російська співачка, автор пісень і композитор, актриса. Неодноразово отримувала такі престижні нагороди, як Золотий грамофон і Пісня року. Її група покинула шоу в останньому випробуванні півфіналу — «Виступ із зіркою».
Єва Леонідівна Польна (19 травня 1975, Ленінград) — російська співачка, автор пісень. Екс-солістка російського гурту «Гості з майбутнього». Сама ротованою виконавиця на радіостанціях Росії та країн СНД 2013. Її група покинула шоу у 10 епізоді, опинившись найслабшою у виконанні світового хіта.
Лазарєв Сергій В'ячеславович (1 квітня 1983, Москва) — російський співак і актор театру, кіно і озвучування, колишній учасник групи «Smash !!». Репертуар Лазарева переважно англомовний. Призер премії Золотий грамофон. Група цього наставника дійшла до фіналу.
Володимир Володимирович Пресняков (29 березня 1968, зараз Єкатеринбург) — радянський і російський естрадний співак, музикант-клавішник, композитор, аранжувальник, актор. Група наставника покинула шоу найпершої (у 9 епізоді).
Тимур Ильдарович Юнусов — російський R'n'B-виконавець, композитор, музичний продюсер, актор і підприємець, випускник «Фабрики зірок — 4». Співпрацював з такими американськими виконавцями, як Snoop Dogg, Busta Rhymes, Дідді і його групою Diddy — Dirty Money, Xzibit, Маріо Уайнанс, Fat Joe, Ів, Крейг Девід, Timbaland і Flo Rida. Група наставника покинула шоу у 10 епізоді в випробуванні «Пісня маестро».

## Епізоди

### Епізод 1: Сліпі прослуховування і глухі проглядання
Епізод вийшов в ефір 6 вересня в Росії, Білорусі, Казахстані, і 7 вересня в Україні.
Учасники, які пройшли в наступний тур — Анатолій Цой (25 років, Алмати, Казахстан), Спартак Велішаев (22 роки, Сімферополь, Україна), Олексій Кудрявцев (21 рік, Тавда, Росія).

### Епізод 2: Сліпі прослуховування і глухі проглядання
Епізод вийшов в ефір 13 вересня в Росії, Білорусі, Казахстані, і 14 вересня в Україні.
Учасники, які пройшли в наступний тур — Владислав Рамм (18 років, Кемерово, Росія), Артем Угляров (23 роки, Челябінськ, Росія), В'ячеслав Басюл (20 років, Пить-Ях, Росія), Всеволод Мішуров (20 років, Москва, Росія), Денис Реконвальд (19 років, Одеса, Україна), Станіслав Височин (23 роки, Новочеркаськ, Росія).

### Епізод 3: Сліпі прослуховування і глухі проглядання
Епізод вийшов в ефір 20 вересня в Росії, Білорусі, Казахстані, і 21 вересня в Україні.

### Епізод 4: Сліпі прослуховування і глухі проглядання
Епізод вийшов в ефір 27 вересня в Росії, Білорусі, Казахстані, і 28 вересня в Україні.

### Епізод 5: Сліпі прослуховування і глухі проглядання
Епізод вийшов в ефір 4 жовтня в Росії, Білорусі, Казахстані, і 5 жовтня в Україні.
Анна Сєдокова покинула за власним бажанням знімальний павільйон через незгоду з Костянтином Меладзе, в його відмові одного з учасників шоу пройти у другий тур. Зйомки даного етапу шоу тривали без участі Анни.

### Епізод 6: Виступ в групах
Епізод вийшов в ефір 11 жовтня в Росії, Білорусі, Казахстані, і 12 жовтня в Україні.
Учасники самостійно поділилися на групи по 3 людини і представили на суд журі спільне виконання пісні і власну постановку виступу.

### Епізод 7: Виступ в групах
Епізод вийшов в ефір 18 жовтня в Росії, Білорусі, Казахстані, і 19 жовтня в Україні.

### Епізод 8: Вибір наставника
Епізод вийшов в ефір 25 жовтня в Росії, Білорусі, Казахстані та Україні.
33 учасники з 51 пройшли в третій тур. Костянтин Меладзе поділив їх на групи по 3 і 4 людини. Кожен член журі обрав одну групу, якою він керував під час шоу, а також, є так звана «група-джокер», тобто група не має свого наставника. З 33 учасників (9 груп) в четвертий тур пройшли 25 учасників (7 груп). Два учасники відмовилися від участі (Микола Должиков унаслідок хвороби, Вадим Розумний — за сімейними обставинами, але, незважаючи на це, виступив на сцені в третьому турі).
| Номер | Група                                                                              | Пісня                                   | Вибір наставників | Вибір наставників | Вибір наставників | Вибір наставників | Вибір наставників | Вибір наставників |
| Номер | Група                                                                              | Пісня                                   | Сєдокова          | Гагаріна          | Польна            | Лазарєв           | Пресняков         | Тіматі            |
| ----- | ---------------------------------------------------------------------------------- | --------------------------------------- | ----------------- | ----------------- | ----------------- | ----------------- | ----------------- | ----------------- |
| 1     | Артем Шалімов Армен Марданян В'ячеслав Басюл Станіслав Височин                     | Madcon «Beggin»                         | —                 | —                 | —                 | —                 | —                 | —                 |
| 2     | Олексій Кудрявцев Спартак Велішаев Денис Надьожин                                  | Адам Ламберт «What Do You Want from Me» | —                 | —                 | —                 | —                 |                   | —                 |
| 3     | Микита Кіоссе Святослав Степанов Костантин Черкас Микола Должиков (покинув проект) | Челси «Я не умру без твоей любви»       | —                 | —                 | —                 |                   |                   | —                 |
| 4     | Ілля Ніколаєнко Єгор Волчек Святослав Лукініч Іван Шангін                          | Бумбокс «Поліна»                        | —                 | —                 | —                 |                   | —                 |                   |
| 5     | Алібек Альмадіев Владислав Рамм Андрій Вітвітскій Артем Піндюра                    | Макс Корж «Мотылёк»                     |                   | —                 |                   |                   |                   |                   |
| 6     | Всеволод Мішуров Дмитро Костюк Дмитро Шихов Денис Реконвальд                       | Нерви «Кофе — мой друг»                 | —                 | —                 |                   |                   |                   |                   |
| 7     | Анатолій Цой Дмитро Карякін Григорій Юрченко                                       | Мулен Руж! «El tango de Roxanne»        |                   |                   |                   |                   |                   |                   |
| 8     | Артем Угляров Михайло Балясінскій Фаріз Мамедов Іраклій Маруашвілі                 | Макс Барських «Глаза убийцы»            |                   | —                 |                   |                   |                   |                   |
| 9     | Маркус Ріва Артур Тріньов Вадим Розумний (покинув шоу)                             | Рікі Мартін «Livin' la Vida Loca»       |                   |                   |                   |                   |                   |                   |

 — Наставник обрав групу
     — Група перейшла під управління наставника
     — Група не була обрана жодним з наставників
     — За рішенням Костянтина Меладзе, група продовжить участь в шоу, але без свого наставника

### Епізод 9: Битва наставників
Епізод вийшов в ефір 1 листопада в Росії, Білорусі, Казахстані, і 2 листопада в Україні.
У цьому епізоді всі групи виступали зі своїми наставниками. Участь у шоу продовжили 25 конкурсантів (3 тріо і 4 квартети). 6 груп мали своїх наставників, а сьомий квартет брав участь без нього.
| Номер | Пісня                                                                | Група                                                              | Наставник           |
| ----- | -------------------------------------------------------------------- | ------------------------------------------------------------------ | ------------------- |
| 1     | Григорій Лепс feat. Тіматі «Лондон»                                  | Алібек Альмадіев Владислав Рамм Андрій Вітвітскій Артем Піндюра    | Тіматі              |
| 2     | Єва Польна «Поёт любовь»                                             | Всеволод Мішуров Дмитро Костюк Дмитро Шихов Денис Реконвальд       | Єва Польна          |
| 3     | Володимир Пресняков feat. Микита Пресняков «Сердце пленных не берёт» | Олексій Кудрявцев Спартак Велішаев Денис Надьожин                  | Володимир Пресняков |
| 4     | Сергій Лазарєв «7 wonders»                                           | Микита Кіоссе Святослав Степанов Костянтин Черкас                  | Сергій Лазарєв      |
| 5     | Поліна Гагаріна «Шагай» з елементами речитативу                      | Маркус Ріва Артур Тріньов Артем Шалімов В'ячеслав Басюл            | Поліна Гагаріна     |
| 6     | Віра Брежнєва «Реальная жизнь»                                       | Артем Угляров Михайло Балясінскій Фаріз Мамедов Іраклій Маруашвілі | відсутній           |
| 7     | Анна Сєдокова «Сердце в бинтах»                                      | Анатолій Цой Дмитро Карякін Григорій Юрченко                       | Анна Сєдокова       |

     — Група, що покинула шоу

##### Рокіровка в групах
Починаючи з 9 епізоду Костянтин Меладзе має право поміняти місцями двох учасників груп.
| Учасник                     | Первісна група       | Група, до якої перейшов учасник |
| --------------------------- | -------------------- | ------------------------------- |
| Дмитро Карякін              | Група Анни Сєдокової | Група Тіматі                    |
| Артем Піндюра               | Група Тіматі         | Група Анни Сєдокової            |
| Дмитро Костюк (покинув шоу) | Група Єви Польни     | Група без наставника            |
| Іраклій Маруашвілі          | Група без наставника | Група Єви Польни                |

     — Пізніше Меладзе вирішив залишити учасників у своїх старих групах
Дмитро Костюк висловив свою думку, що йому не подобається наставник його групи — Єва Польна, відмовився переходити в іншу групу, і вирішив добровільно покинути шоу.

### Епізод 10
Епізод вийшов в ефір 8 листопада в Росії, Білорусі, Казахстані, і 9 листопада в Україні.
У п'ятому турі учасники виступили групами без своїх наставників. Кожна група виконала по 2 пісні: перша — світовий хіт, а інша — пісня авторства Костянтина Меладзе. У цьому випуску, шоу покинуло 2 групи. По одній групі, після першого і другого виконання пісень.

#### Перший виступ: Світовий хіт
| Номер | Пісня                                                              | Група                                                             | Наставник       |
| ----- | ------------------------------------------------------------------ | ----------------------------------------------------------------- | --------------- |
| 1     | David Guetta feat. Sia «Titanium»                                  | Артем Угляров Михайло Балясінскій Фаріз Мамедов                   | відсутній       |
| 2     | No Doubt «Don't Speak»                                             | Маркус Ріва Артур Тріньов Артем Шалімов В'ячеслав Басюл           | Поліна Гагаріна |
| 3     | James Arthur «Impossible»                                          | Микита Кіоссе Святослав Степанов Костянтин Черкас                 | Сергій Лазарєв  |
| 4     | Destiny's Child «Survivor»                                         | Всеволод Мішуров Дмитро Шихов Денис Реконвальд Іраклій Маруашвілі | Єва Польна      |
| 5     | Джастін Тімберлейк «Cry Me A River» з речитативом російською мовою | Алібек Альмадіев Владислав Рамм Андрій Вітвітскій Артем Піндюра   | Тіматі          |
| 6     | Christina Aguilera, Lil' Kim, Mya, Pink «Lady Marmalade»           | Анатолій Цой Дмитро Карякін Григорій Юрченко                      | Анна Сєдокова   |

     — Група, що покинула шоу

##### Рокіровка в групах
| Учасник        | Первісна група         | Група, до якої перейшов учасник |
| -------------- | ---------------------- | ------------------------------- |
| Дмитро Карякін | Група Анни Сєдокової   | Група Поліни Гагаріної          |
| Маркус Ріва    | Група Поліни Гагаріної | Група Анни Сєдокової            |

#### Другий виступ: Пісня маестро
Групи виконали пісні авторства Костянтина Меладзе.
| Номер | Пісня                                                  | Група                                                           | Наставник       |
| ----- | ------------------------------------------------------ | --------------------------------------------------------------- | --------------- |
| 1     | БиС «Твой или ничей» с изменённой музыкой              | Микита Кіоссе Святослав Степанов Костянтин Черкас               | Сергій Лазарєв  |
| 2     | Инь-Ян «Пофиг»                                         | Артем Угляров Михайло Балясінскій Фаріз Мамедов                 | відсутній       |
| 3     | Валерій Меладзе feat. Анастасия Приходько «Безответно» | Алібек Альмадіев Владислав Рамм Андрій Вітвітскій Артем Піндюра | Тіматі          |
| 4     | Валерій Меладзе «Я не могу без тебя»                   | Артур Тріньов Артем Шалімов В'ячеслав Басюл Дмитро Карякін      | Поліна Гагаріна |
| 5     | Валерій Меладзе «Кажуть все мине»                      | Анатолій Цой Григорій Юрченко Маркус Ріва                       | Анна Сєдокова   |

     — Група, що покинула шоу

##### Рокіровка в групах
| Учасник        | Первісна група | Група, до якої перейшов учасник |
| -------------- | -------------- | ------------------------------- |
| Владислав Рамм | Група Тіматі   | Група Анни Сєдокової            |
| Артём Пиндюра  | Група Тіматі   | Група Сергія Лазарєва           |

### Епізод 11: Півфінал
Епізод вийшов в ефір 15 листопада в Росії, Білорусі, Казахстані, і 16 листопада в Україні.

#### Перший виступ: Жіноча пісня
Групи виконали пісні, які в оригіналі виконуються жінками.
| Номер | Пісня                               | Група                                                           | Наставник       |
| ----- | ----------------------------------- | --------------------------------------------------------------- | --------------- |
| 1     | Ані Лорак «Я стану морем»           | Артур Тріньов Артем Шалімов В'ячеслав Басюл Дмитро Карякін      | Поліна Гагаріна |
| 2     | А-Студіо «Улетаю»                   | Микита Кіоссе Святослав Степанов Костянтин Черкас Артем Піндюра | Сергій Лазарєв  |
| 3     | Лінда «Северный ветер»              | Артем Угляров Михайло Балясінскій Фаріз Мамедов                 | відсутній       |
| 4     | Алла Пугачова «Нас бьют, мы летаем» | Анатолій Цой Григорій Юрченко Маркус Ріва Владислав Рамм        | Анна Сєдокова   |

     — Група, що покинула шоу

##### Рокіровка в групах
| Учасник          | Первісна група         | Група, до якої перейшов учасник |
| ---------------- | ---------------------- | ------------------------------- |
| Костянтин Черкас | Група Сергія Лазарєва  | Група Поліни Гагаріної          |
| В'ячеслав Басюл  | Група Поліни Гагаріної | Група Сергія Лазарєва           |

#### Другий виступ: Виступ із зіркою
3 групи, які пройшли в даний етап, виконали пісні разом з Іриною Дубцовою, Саті Казановою та групою «Фабрика». Учасники розучували всі 3 пісні, але до самого виходу на сцену не знали з ким із зірок вони виступатимуть.
| Номер | Зірка         | Пісня                                           | Група                                                          | Наставник       |
| ----- | ------------- | ----------------------------------------------- | -------------------------------------------------------------- | --------------- |
| 1     | Саті Казанова | Саті Казанова feat. Arsenium «До рассвета»      | Микита Кіоссе Святослав Степанов Артем Піндюра В'ячеслав Басюл | Сергій Лазарєв  |
| 2     | Ірина Дубцова | Ірина Дубцова feat. Леонід Руденко «Вспоминать» | Артур Тріньов Артем Шалімов Дмитро Карякін Костянтин Черкас    | Поліна Гагаріна |
| 3     | Фабрика       | Фабрика «Про любовь»                            | Анатолій Цой Григорій Юрченко Маркус Ріва Владислав Рамм       | Анна Сєдокова   |

     — Група, що покинула шоу

##### Рокіровка в групах
| Учасник            | Первісна група        | Група, до якої перейшов учасник |
| ------------------ | --------------------- | ------------------------------- |
| Святослав Степанов | Група Сергія Лазарєва | Група Анни Сєдокової            |
| Владислав Рамм     | Група Анни Сєдокової  | Група Сергія Лазарєва           |

#### Третій виступ: Пісня з маестро
2 групи, що пройшли до цього етапу, заспівали пісню під акомпанемент Костянтина Меладзе.
| Номер | Пісня                     | Група                                                        | Наставник      |
| ----- | ------------------------- | ------------------------------------------------------------ | -------------- |
| 1     | Валерій Меладзе «Небеса»  | Микита Кіоссе Артем Піндюра В'ячеслав Басюл Владислав Рамм   | Сергій Лазарєв |
| 2     | Валерій Меладзе «Вопреки» | Анатолій Цой Григорій Юрченко Маркус Ріва Святослав Степанов | Анна Сєдокова  |

##### Рокіровка в групах
| Учасник         | Первісна група        | Група, до якої перейшов учасник |
| --------------- | --------------------- | ------------------------------- |
| В'ячеслав Басюл | Група Сергія Лазарєва | Група Анни Сєдокової            |
| Анатолій Цой    | Група Анни Сєдокової  | Група Сергія Лазарєва           |

### Епізод 12: Фінал
Епізод вийшов в ефір 22 листопада в Росії, Білорусі, Казахстані, і 23 листопада в Україні.
У цьому, заключному, епізоді вирішилася доля двох груп, які дійшли до фіналу. Також на сцені з учасниками бойс-бенду виступали всі колишні наставники, Анна Сєдокова, Сергій Лазарєв, Віра Брежнєва та ВІА Гра.
| Страна                                                          | Україна | Казахстан | Білорусь | Росія | Разом |
| --------------------------------------------------------------- | ------- | --------- | -------- | ----- | ----- |
| Микита Кіоссе Артем Піндюра Владислав Рамм Анатолій Цой         | 54 %    | 79 %      | 27 %     | 51 %  | 53 %  |
| Григорій Юрченко Маркус Ріва Святослав Степанов В'ячеслав Басюл | 46 %    | 21 %      | 73 %     | 49 %  | 47 %  |

     — Учасники, які стали складом нової групи «MBAND» 